# Матей (село)
Матей (рум. Matei) — село у повіті Бистриця-Несеуд в Румунії. Адміністративний центр комуни Матей.
Село розташоване на відстані 316 км на північний захід від Бухареста, 24 км на південний захід від Бистриці, 55 км на північний схід від Клуж-Напоки.

## Населення
За даними перепису населення 2002 року у селі проживали 782 особи.
Національний склад населення села:
| Національність | Кількість осіб | Відсоток |
| -------------- | -------------- | -------- |
| угорці         | 620            | 79,3%    |
| румуни         | 161            | 20,6%    |

Рідною мовою назвали:
| Мова      | Кількість осіб | Відсоток |
| --------- | -------------- | -------- |
| угорська  | 620            | 79,3%    |
| румунська | 161            | 20,6%    |